# Rise of Nations
Rise of Nations er et PC-spil i RTS-genren. Spillet blev lavet af Big Huge Games og udgivet af Microsoft i 2003. Det går hovedsageligt ud på at føre en nation gennem forskellige tidsaldre, bygge flere byer, opfinde teknologier og besejrer de andre nationer vha. militær. 
Ud over de almindelige standardspil er der mulighed for kampagner samt multiplayer over Internettet.
I 2004 blev udvidelsespakken Rise of Nations: Thrones and Patriots udgivet.

## Gameplay
I et standardspil starter spilleren med en lille by (small city) og et bibliotek (library) samt nogle indbyggere (citizens) og en spejder (scout). Herfra skal et større territorium bestående af flere byer, en økonomi og en hær opbygges. Til dette er der brug for viden, ressourcer (mad, træ, metal og senere olie) og velstand. Viden skaffes i biblioteket, ressourcer skaffes i naturen (f.eks. vha. landbrug og træfældning) og velstand ved at handle mellem sine egne byer eller sine allieredes. Når der bygges flere byer udvider ens territorium sig automatisk og ved at bygge flere bygninger i byerne stiger de i kategori og bliver dermed stærkere. For at få flere muligheder og gøre nationen stærkere stiger man i tidsalder. Det sker i biblioteket, hvor også andre teknologier opfindes. Kampe udkæmpes med fjenden ved brug af militære enheder, som produceres i de forskellige militærbygninger. Disse militære enheder kan også opgraderes. når man stiger i tidsalder. Der er flere forskellige måder at vinde spillet på; ved at overtage fjendens hovedstad, ved at opnå teknologisk overlegenhed, ved territoriel dominans eller ved at bygge store mængder af verdens vidundere.

## Tidsaldre
Man stiger i tidsalder i biblioteket og det koster ressourcer og velstand. Til hver tidsalder hører 4 grundlæggende teknologier, der er delt op i kategorierne militær, samfund, handel og videnskab.
Herunder ses de 8 tidsaldre og deres tilsvarende grundlæggende teknologier:
- Oldtiden
- Den klassiske oldtid – krigskunsten, bystat, fragtmand og skrift
- Middelalderen – lejesoldat, imperium, mønt og matematik
- Krudtens alder – stående hær, feudalisme, handel og kemi
- Oplysningstiden – værnepligt, enevælde, merkantilisme og naturlove
- Industrialiseringen – indkaldelse af befolkningen, forfatning, finans og elektricitet
- Nyere tid – nation i krig, stormagt ,samlebånd og elektronik
- Informationsalderen – Selective Service System, international lov, globalisering og kunstig intelligens

## Nationer
Hver nation har sine egne specielle styrker. Der er mulighed for at styre i alt 18 forskellige nationer:
| - Aztekere - Bantu - Briter | - Egyptere - Franskmænd - Grækere | - Inkaer - Japanere - Kinesere | - Koreanere - Mayaer - Mongoler | - Nubiere - Romere - Russere | - Spaniere - Tyrkere - Tyskere |

I udvidelsespakken Rise of Nations: Thrones and Patriots blev yderligere 6 nationer tilføjet:
| - Amerikanere - Hollændere - Indere | - Irokesere - Lakotaer - Persere |

## Kampagner
Rise of Nations indeholder udover de almindelige spil kampagnen Conquer the World (Besejr Verden), hvor man skal vælge en nation og som navnet antyder besejre verdens lande. I kampagnens menu ses et taktikkort, som viser verdenskortet inddelt i territorier. Nationerne sidder på hver deres territorier, så det nogenlunde svarer til virkeligheden. Herfra skal alle spillets nationer for hver tur forsøge at erobre eller forsvare territorier. Det sker vha. spillebrikker, som symboliserer hære. Når et træk er taget med spillebrikken udkæmpes slaget på almindeligvis ligesom i de normale spil. Vinderen af slaget modtager en tribut, som bl.a. kan bruges på at styrke et territorium eller købe et bonuskort (giver forskellige fordele i kampene). Desuden kan der også indgås alliancer eller andre aftaler mellem nationerne. Når en nations hovedstad-territorium er erobret, er den ude af spillet. Efter et antal ture stiger verden i tidsalder. I løbet af kampagnen går verden dermed fra oldtiden til informationsalderen 
Udvidelsespakken Thrones and Patriots indeholder ekstra kampagner, der omhandler historiske personer og begivenheder. Her er der mulighed for at føre erobringer med henholdsvis Alexander den Store eller Napoleon Bonaparte, kæmpe som europæisk søfartsnation eller indfødt indianerstamme om retten til Den nye Verden eller udkæmpe Den Kolde Krig som enten USA eller Sovjetunionen. Sidstnævnte skiller sig ud fra de andre, da den er præget af DEFCON, der viser, hvor tæt verdenssituationen er på en atomkrig. Alle kampagner foregår på samme princip som den originale Conquer the World med et taktisk kort. Dog vises der i flere tilfælde kun udsnit af verden og magtsituationen afspejles af den aktuelle periode.